# 高橋佳子 (女優)
高橋 佳子（たかはし よしこ、1983年2月10日 - ）は、スピリチュアル・カウンセラーである。かつてビッグアップル・サムライプロモーションに所属していた女優・タレント。
　

## 主な出演作品

### TV
- 行列のできる法律相談所 (NTV)
- 中居正広の金曜日のスマたちへ (TBS)
- 踊る!さんま御殿!! (NTV)
- トレンドちぇきら (TX)
- 逢いたいSP (TBS)

### CM
- クリスタルクララ
- 片瀬建設
- 日本赤十字社
- セブンアンドホールディングス
- アリナミンブランド
- ダスキン
- キリン「一番搾り」
- アイマーク
- ヨシケイ
- ホンダ企業Web
- カーセンサー

### VP
- オリエンタルランド「東京ディズニーシー」
- デバスタイル「ブルーノパッソ」
- NTTコミュニケーションズ「スケーラブル」
- サントリービール
- 花王120年史
- 三菱東京UFJ銀行
- ノバルティスファーマ

### 雑誌
- ヘア&ビューティチャンピオンズ '05
- 全国美容業生活衛生同業組合連合会「ZENBI」
- 日本カメラ社「月刊日本カメラ」

### スチール
- ニッサンオートクレジット

### DVD
- ベネッセ「こどもちゃれんじじゃんぷ」7月号